# 卡拉勒
卡拉勒（魯凱語：Galrale），是台灣魯凱族傳統信仰中的一種惡鬼，在野外四處飄蕩。

## 簡述
卡拉勒在魯凱語裡的意思為「鬼魂」，在族人的傳統觀念中，在野外意外死亡的靈魂會變成卡拉勒四處徘徊，由於他們會危害生人，因此族人只要在部落外進食前都要向他們獻出一部分的食物以求庇佑，也會為了避免觸怒他們而以「瓦拉卡則」（Warakace）稱呼。有時候卡拉勒也會被視為是一種精靈。